# Capsala molae
Capsala molae är en plattmaskart. Capsala molae ingår i släktet Capsala och familjen Capsalidae. Inga underarter finns listade i Catalogue of Life.